# Чемреки
Чемреки («Начало века»)
— секта хлыстовского направления, существовавшая в России в XIX—XX веках.

## История
Секта возникла как «корабль» (община) хлыстов в 1879 году в Ставропольской губернии, в районе реки Чемрек (или Чимрек) близ одноимённого посёлка, во главе с Алексеем Григорьевичем Щетининым (1854—после 1916). В 1906 году Щетинин со своими последователями перебрался в Санкт-Петербург, где сблизился с М. М. Пришвиным и другими литераторами. В марте 1909 года чемреки, недовольные пьянством, распутством и деспотизмом Щетинина, низложили его и выбрали новым лидером Павла Михайловича Легкобытова (1863—1937). Он дал секте новое название — «Начало века», сблизился с В. Д. Бонч-Бруевичем и реформировал секту в духе христианского коммунизма.
После революции 1917 года при поддержке партийно-хозяйственного руководства страны в РСФСР стала активно развиваться христианская трудовая кооперация, возникать христианские сельскохозяйственные коммуны. 7 сентября 1920 года при помощи Бонч-Бруевича в подмосковном Болшеве, в посёлке «Лесные поляны», был создан одноимённый совхоз, в котором чемреки успешно занимались производством молочной продукции, о чем Бонч-Бруевич в 1921 году докладывал В. И. Ленину. Бухгалтером в совхозе работал толстовец Павел Буланже, который умер в 1925 году и похоронен на местном кладбище.
В 1930-х годы политика Советской власти по отношению к сектантам ужесточилась, чемреки, как и другие секты, подверглись репрессиям. Созданный ими совхоз был преобразован в племенной завод и существует по сей день.

## В культуре
- Чемрекам посвящён неоконченный роман М. М. Пришвина «Начало века».
- В романе Алексея Варламова «Мысленный волк» присутствует персонаж по имени Павел Легкобытов, прототипом которого является Михаил Пришвин, а также персонаж по имени Исидор Щетинкин, соединивший черты Алексея Щетинина и иеромонаха Илиодора (Труфанова).